# Société anonyme des usines de l'Orbe
La société anonyme des Usines de l'Orbe est une ancienne entreprise suisse de production d'électricité et de transport ferroviaire ayant exploité, durant les XIXe, XXe et XXIe siècles, la ligne de chemin de fer Orbe-Chavornay, dans la plaine de l'Orbe.

## Histoire

### Fondation
Les premières volontés de voir un chemin de fer desservir Orbe remontent à 1852 avec une pétition cosignée par 22 communes avoisinantes demandant que la ligne Morges – Yverdon passe par Orbe. Néanmoins cela échoue et les autorités de la ville recommencent le même procédé pour faire relier la ligne Lausanne – Vallorbe à Chavornay via Orbe. Cela échoue aussi et la ligne est finalement reliée à Éclépens. Orbe se trouve alors isolée à 3 km de chacune de ces deux lignes.
Le 4 août 1887, Henri Aguet, ingénieur établi à Vevey, publie un projet de construction nommé : « Étude d'un tramway électrique d'Orbe à Chavornay ». Il estime qu'il est possible de relier les deux communes par un tronçon de 3 346 m dont la caténaire serait alimentée par une centrale hydroélectrique fournissant une puissance de 100 PS ou 73,55 kW. Le trajet décrit part de Chavornay, traverse la plaine de l'Orbe et arrive aux moulins Rod. De là, une crémaillère de 128 m relie la ligne jusqu'à la rue du Grand-Pont.
Cette proposition est critiquée en vingt points par le conseiller d'État vaudois Donat Golaz, résidant alors à Orbe. Selon ce dernier, l'usine hydroélectrique doit être placée plus en amont sur l'Orbe afin d'avoir plus de puissance pour fournir de l'électricité au train ainsi qu'à la ville d'Orbe pour son éclairage public. De plus, il propose aussi de déplacer le terminus sous la rue des Terreaux afin de s'abstenir de la crémaillère et de permettre un futur prolongement vers Baulmes. Diverses interventions suivent alors au conseil d'État dans le but de créer une ligne de transport.
Finalement, toujours sous l'impulsion de Donat Golaz, c'est en mai 1888 que ce dernier rédige les bases de la constitution d'une société et l'assemblée constitutive a lieu le 7 décembre 1888. Elle forme le premier comité d'initiative chargé de créer la société et d'effectuer les demandes de concession auprès de la Confédération. Le premier comité d'initiative est formé de MM. Gustave Bourgeois, Samuel Rey, Auguste Auberson, Donat Golaz, François Delure et David Mouthe qui seront tous membres fondateurs à l'exception de Donat Golaz lui-même.
À partir de janvier 1889, le comité commence à établir un capital-actions. La commune d'Orbe y prend part à la hauteur de 200 actions à 500,00 CHF chacune. Le 10 octobre 1889, Donat Golaz apprend par un télégramme provenant de Berne que la concession est accordée : « Concession Chavornay-Orbe admise par les deux Chambres. Sign. Viquerat. ». Une année et 8 jours plus tard, le 18 octobre 1890, Louis Deluz est désigné comme ingénieur chargé d'établir le projet définitif de la ligne de chemin de fer et de l'usine électrique. Ses honoraires s'élèveront à 4 % du montant des travaux. Finalement c'est son troisième projet qui est approuvé le 27 janvier 1891 et le 26 avril 1891 la société est constituée avec un capital de 330 000,00 CHF.

### Débuts
Le 1er juin 1891, la société achève de souscrire son capital et six jours plus tard, la société reçoit sa concession pour exploiter les eaux de l'Orbe. Néanmoins, il lui est imposé une taxe annuelle de 50 francs. Celle-ci est jugée trop importante et la société recourra contre cette décision.
Au printemps 1892, les travaux de constructions de la ligne commencent ; ils s'achèvent en 1894. Le 19 janvier de cette année la compagnie embauche ses premiers employés. Le mécanicien de l'usine hydroélectrique du Chalet reçoit un salaire annuel de 1 000,00 CHF plus le logement et un plantage.
Le 16 avril 1894 la compagnie reçoit une dépêche du département fédéral des postes et des chemins de fer autorisant l'ouverture de la ligne pour le lendemain. Les six premiers employés sont alors assermentés et le 17 avril 1894 les premiers trains électriques circulent. Il s'agit de la première ligne de chemin de fer suisse à voie normale à être électrifiée et de plus sur l'entièreté de la ligne. Il n'y a pas d'inauguration officielle. 1 mois plus tard la plupart des raccordements au réseau de distribution électrique pour l'éclairage public et les particuliers sont faits. Le montant total des travaux, comprenant l'acquisition du terrain et du matériel roulant ainsi que la construction des infrastructures ferroviaires et hydroélectriques aura coûté un total de 791 952,54 CHF. Les usines de l'Orbe sont capables de produire une puissance électrique de 260 PS.
La compagnie est rapidement rentable et en 1901 le conseil d'administration fixe le premier dividende au taux de 2 %.

### Vie de la société durant leXXesiècle
En 1902, la compagnie procède à l'installation et la mise en service de deux nouvelles dynamos de 200 PS chacune et la ville d'Orbe est désormais alimentée en courant alternatif plutôt que continu. Huit ans plus tard, en 1910, le groupe de 70 PS de 1894 est remplacé par un groupe de 400 PS et il s'agit de la première année où la compagnie est forcée d'acheter du courant à la Compagnie vaudoise des forces de Joux et de l'Orbe. En effet, au mois de janvier 1910, l'Orbe est en crue et les installations de production sont forcées d'être arrêtées.
En 1912, la compagnie essaie en vain d'obtenir des CFF de meilleures correspondances en gare de Chavornay. Cependant le trafic voyageurs ne cesse d'augmenter, si bien que la compagnie commande une nouvelle automotrice de 70 places en 1913. Celle-ci est livrée en 1915 et porte alors le numéro 12. Il s'agit de la première automotrice avec plates-formes fermées pour le conducteur, ce qui donne une grande satisfaction à la servir. Son prix est de 80 000,00 CHF. En 1919 une même automotrice est commandée, mais son prix augmente à 200 000,00 CHF.
Entre-temps la compagnie remplace en 1914 un groupe de 200 PS par un plus puissant de 400 PS et installe un troisième groupe de 400 PS en 1918. Les abonnés ont en effet de plus en plus d'équipements électriques dans leur foyers. Ceci entraîne aussi des fraudes. C'est pourquoi en 1926 il est décidé d'équiper tous les abonnés de compteurs électriques dès 1927. Année durant laquelle un autre groupe de 200 PS est remplacé par un de 400 PS. Les premières grosses charges électriques à domicile comme les cuisinières apparaissent dès 1935.
Lors du 50e anniversaire de la société, deux records sont établis. Pour la division ferroviaire, c'est l'année durant laquelle le plus grand nombre de passagers sont transportés : 247 977 et la vente d'électricité rapporte plus de 300 000 francs.
En 1950, après avoir mis le réseau électrique en parallèle avec celui des Moulins Rod l'année précédente, soit en 1949, il est décidé de rénover complètement l'usine du Chalet. Deux ans plus tard, le réseau basse tension est normalisé aux valeurs nominales de 220 V entre chaque phase et le neutre et 380 V entre phases, chacune déphasées de ± 120 ° entre elles. En 1958, pour la première fois, une ligne à moyenne tension de 13 kV est posée sous-terre entre l'usine du Chalet de celle de Paillard. La même année la société commence l'installation du réseau basse tension en souterrain.
En 1961, l'usine de production de Nestlé cesse d'être alimentée en courant continu et désormais il n'y a plus que la ligne de chemin de fer qui continue à être alimentée en 750 V à courant continu.
En 1979, la société procède à la pose du téléréseau dans la ville d'Orbe. Concernant l'exploitation du chemin de fer, 1972 est la dernière année qui se terminera par un bénéfice. Celui-ci se monte à 19 254,00 CHF. Toutes les années qui suivront jusqu'à la vente de la société à TRAVYS seront déficitaires. En 1985, la compagnie acquiert la locomotive Em 3/3 3 d'une puissance 500 kW afin de faciliter les manœuvres en gare de Chavornay où les systèmes d'alimentation électriques de l'OC et des CFF sont différents.
Une année plus tard, la concession pour l'utilisation des eaux de l'Orbe est renouvelée pour une période de 50 ans. À cette occasion les installations de l'usine de l'usine du Chalet sont renouvelées. Une nouvelle turbine Kaplan à axe vertical couplée à un alternateur d'une puissance apparente de 1,28 MVA sont installés. En parallèle sont aussi installés une autre turbine Kaplan, mais à axe horizontal, avec un alternateur de 1,7 MVA. La hauteur de chute d'eau est portée à 15 m et le débit d'eau que l'usine peut turbiner est de 18,5 m3/s. En 1988, lorsque les travaux sont terminés, l'usine est alors capable de fournir une puissance active de 2,2 MW et le réseau de distribution basse tension de la ville d'Orbe peut fournir lors des pointes, une puissance de 5 MW.
Finalement, lors de l'assemblée générale des actionnaires du 5 juin 1992, à la suite des difficultés financières récurrentes de la division ferroviaire, a contrario de la bonne santé financière de la division électricité, il est décidé de scinder l'entreprise en deux sociétés ; une pour la production de l'électricité qui garde le nom société anonyme des Usines de l'Orbe et une autre pour le transport ferroviaire qui se nomme société du chemin de fer Orbe-Chavornay. Cette dernière reste une filiale des Usines de l'Orbe, son capital étant détenu à 100 % par cette dernière.

### Disparition
La fin des années 1990 n'était pas brillante pour la compagnie. En effet, le tonnage du transport marchandise a chuté de 133 479 t en 1990 à 78 991 t en 1998. La compagnie étant particulièrement dépendante des industries de la plaine de l'Orbe. La situation n'était pas meilleure du côté voyageurs puisqu'il est passé de 169 500 en 1991 à 135 249 en 1998.
Pour limiter sa perte financière, la compagnie a acquis une voiture restaurant B 26 La Thiolleyre ainsi qu'un wagon réfectoire X 43 qu'elle a loué à une société tierce en Valais. Elle cédera la voiture restaurant en 2007 au Régional du Val-de-Travers historique et le wagon X 43 à la Compagnie du train à vapeur de la Vallée de Joux (CTVJ) en 2008.
En 2002, un contrat de gestion est établi avec TRAVYS qui reprend la gestion opérationnelle de l'OC. Ainsi, en 2003, la direction de la compagnie est assurée par le directeur de la société Travys à Yverdon-les-Bains.
La situation s'améliore et la compagnie transporte 190 000 passagers en 2004. Aussi, le 8 février 2007, la compagnie devient une société fille des Transports Vallée de Joux, Yverdon-les-Bains, Sainte Croix (TRAVYS) avec effet rétroactif au 1er janvier 2007.
Le 8 février 2007, TRAVYS acquiert avec effet rétroactif au 1er janvier 2007 l'intégralité du capital de la filiale Chemin de fer Orbe-Chavornay et l'entreprise ferroviaire est ainsi absorbée. Cinq années plus tard, le 22 mai 2012, c'est la société productrice d'électricité, les Usines de l'Orbe SA qui fusionne avec la Société électrique du Châtelard SA pour former la nouvelle société VO Énergies production (aujourd'hui VOé production SA) et qui met définitivement fin à l'entreprise de production électrique et d'exploitation ferroviaire.

## Matériel roulant ferroviaire

### Liste des véhicules
| Locomotives et tracteurs | Locomotives et tracteurs | Locomotives et tracteurs | Locomotives et tracteurs | Locomotives et tracteurs | Locomotives et tracteurs                                                                              | Locomotives et tracteurs | Locomotives et tracteurs |
| Désignation              | no                       | Constructeur(s)          | Mise en service          | Retrait                  | Remarque(s)                                                                                           | Remarque(s) | Photo                    |
| ------------------------ | ------------------------ | ------------------------ | ------------------------ | ------------------------ | --- | --- | ------------------------ |
| Ee 2/2                   | 1                        | SIG+MFO                  | 9 mars 1970              |                          | | |                          |
| Ee 2/2                   | 2                        | SIG+MFO                  | 9 mars 1970              |                          | | |                          |
| Em 3/3                   | 3                        | Thyssen-Henschel         | 21 mai 1985              |                          | Em 98 85 5837 803-6 CH-TVYS depuis l'adhésion de la compagnie à Travys.                               | Em 98 85 5837 803-6 CH-TVYS depuis l'adhésion de la compagnie à Travys.                                                          |                          |
| Tm 238                   | 305                      | Robert Aebi & Co         | 2006                     |                          | Construit en 1962. Transfert depuis le PBr. Ex CFF TmI 438.                                           | Construit en 1962. Transfert depuis le PBr. Ex CFF TmI 438.                                                                      |                          |
| Automotrices             |                          |                          |                          |                          | | |                          |
| Désignation              | no                       | Constructeur(s)          | Mise en service          | Retrait                  | Places assises/tot.                                                                                   | Remarque(s) | Photo                    |
| Ce 2/2                   | 1                        | SIG+Sécheron             | 1894                     | 1919                     | | Transformée en voiture B no 24 en 1919. Cédée au Rive Bleue Express.                                                             |                          |
| CFe 2/2                  | 1                        | SIG+MFO                  | 1895                     | 1956                     | | Transformée en fourgon Fe 2/2 no 11 en 1956. Rétabli en CFe 2/2 d'origine en 1973 pour être cédé au musée suisse des transports. |                          |
| BDe 4/4                  | 12                       | SWS+MFO                  | 6 juillet 1915           | 2002                     | 60/80                                                                                                 | Démolie en 2002. |                          |
| BDe 4/4                  | 13                       | SIG+Sécheron             | 7 septembre 1920         | 12 mai 2012              | 60/80                                                                                                 | |                          |
| Be 2/2                   | 14                       | Stadler+ABB              | 1er octobre 1990         | Août 2021                | 40/64                                                                                                 | Ferraillée en mars 2023 |                          |
| BDe 4/4                  | 15                       | SWS+MFO                  | 2006                     | 2021                     | 48 | Construite en 1960. Ex SZU 576 513. Adapté par Stadler. « La Sihl ». Ferraillée en 2021.                                         |                          |
| Fourgons                 |                          |                          |                          |                          | | |                          |
| Désignation              | no                       | Constructeur(s)          | Mise en service          | Retrait                  | Surface                                                                                               | Remarque(s) | Photo                    |
| Fe 2/2                   | 32                       | SWS+MFO                  | avril 1902               |                          | | |                          |
| Fe 2/2                   | 33                       | SIG+MFO                  | 1921                     |                          | | Cédé au Rive Bleue Express. |                          |
| Voitures                 |                          |                          |                          |                          | | |                          |
| Désignation              | no                       | Constructeur(s)          | Mise en service          | Retrait                  | Places assises/tot.                                                                                   | Remarque(s) | Photo                    |
| B                        | 21                       | SIG                      | 1894                     |                          | | Cédée au Rive Bleue Express. |                          |
| B                        | 25                       | SIG                      | 1892                     | 1979                     | | Cédée au Rive Bleue Express. |                          |
| B                        | 26                       | SIG                      | 1985                     |                          | 80/164                                                                                                | Ex CFF B 20-33 024 de 1955. Cédée au RVT. Devient La SR 5937. « La Thiolleyre ».                                                 |                          |
| Bt                       | 51                       | SWS+MFO                  | 2006                     | 2021                     | 48 | Construite en 1960. Ex SZU Bt 50 45 28-29 912. Adapté par Stadler. « L'Orbe ». Ferraillée en 2021.                               |                          |
| Wagons                   |                          |                          |                          |                          | | |                          |
| Désignation              | no                       | Constructeur(s)          | Mise en service          | Retrait                  | Remarque(s)                                                                                           | Remarque(s) | Photo                    |
|                          | 41                       | OC                       | 1902                     | 1911                     | Chasse-neige.                                                                                         | Chasse-neige. |                          |
|                          | 42                       | OC                       | 1948                     |                          | Wagon-citerne utilisé pour le désherbage.                                                             | Wagon-citerne utilisé pour le désherbage.                                                                                        |                          |
| X                        | 43                       |                          | 1997                     |                          | Wagon cuisine-réfectoire à trois essieux. Ex CFF X 40 85 96 32 237-5. Cédé le 3 janvier 2008 au CTVJ. | Wagon cuisine-réfectoire à trois essieux. Ex CFF X 40 85 96 32 237-5. Cédé le 3 janvier 2008 au CTVJ.                            |                          |

### Livrées
D'abord sans couleurs distinctives propres à la compagnie, cette dernière opte pour une livrée orange et blanche dans les années 1980. À la fin des années 2000, à la suite du rachat de la compagnie en 2008 décrit ci-dessus, la compagnie adopte la livrée standard de Travys, soit blanc avec les extrémités des véhicules peintes en rouge. Un premier prototype, la composition BDe 4/4 15 – Bt 51, circule dès 2007 avec cette nouvelle livrée tout en arborant encore l'emblème de la compagnie OC, qui sera remplacé par l'emblème Travys l'année suivante.

## Exploitation
La compagnie a vu le nombre de voyageurs transporter augmenter chaque année jusqu'en 1948 puis le nombre a diminué, notamment à cause de l'introduction de l'horaire cadencé par les CFF à Chavornay et des correspondances mal assurées. Le fret, quant à lui, a subi des variations positives et négatives mais tendant vers l'augmentation constante.

### Recettes
En 1894, la compagnie réalise un chiffre d'affaires de 21 745 CHF et boucle avec un bénéfice de 10 219 CHF. En 1913, le chiffre d'affaires est de 113 871 CHF et le bénéfice de 26 276 CHF. En 1948, la société est pour la première année déficitaire malgré son record de fréquentation. Le chiffre d'affaires est de 267 923 CHF et le déficit de 2 967,55 CHF. Celui-ci va augmenter chaque année. En 1965, le chiffre d'affaires est de 410 711 CHF et le déficit de 49 443 CHF. Respectivement en 1975, ce sont 988 327 CHF et 63 752 CHF. En 1980 ce sont 1 054 124 CHF et 218 033 CHF. En 1985 ce sont 1 167 711 CHF et 475 990 CHF et en 1990 ce sont 1 452 530 CHF et 728 446 CHF. Ce sont ces résultats négatifs qui vont notamment pousser la société en 1993 à se scinder en deux entités, une pour la production d'électricité et une autre pour l'exploitation du chemin de fer.

## Fonds d'archives
Fonds : Orbe-Chavornay (1904-1964) [1 boîte].  Cote : ACV S272/59. Chavannes-près-Renens : Archives cantonales vaudoises (DAVEL).